# SITAR GY-100 Bagheera
Le SITAR GY-100 Bagheera est un prototype d'avion léger conçu et réalisé en France par l'ingénieur Yves Gardan. Seuls deux d'entre eux furent produits avec deux moteurs différents.

## Historique
En 1966 l'ingénieur aéronautique Yves Gardan eut l'idée de développer une version améliorée de son GY-80. Il décida de développer trois avions différents : le GY-90, le GY-100 et le GY-110.
Cependant le développement de l'avion fut émaillé de difficulté et jamais le GY-100 ne fut produit en série. Finalement l'un des deux prototypes fut immatriculé en 1986 en aéronautique sous le code F-BRGN qu'il portait toujours en 2008.

## Sources et références

### Sources bibliographiques
- Revue Le Fana de l'Aviation, numéro 332, juillet 1997, Larivière, 1997.
- Léo Marriott, 80 ans d'aviation civile, Boulogne, E.T.A.I., 1997, 224 p. (ISBN 2-726-88403-2 et 978-2-726-88403-4)